# Best Current Practice
Best Current Practice (BCP; deutsch etwa Beste derzeitige Vorgehensweise) ist ein Terminus im Kontext der Arbeit der Internet Engineering Task Force an Request for Comments. 
Es ist im Ansatz dasselbe wie eine Best Practice mit einer zusätzlichen temporalen Einschränkung bis zur Veröffentlichung einer neuen, weiter verbesserten Version. Die Best Current Practice bleibt formal hinter einem Internetstandard in der Gültigkeit oder Anwendbarkeit zurück.